# King’s University College (University of Western Ontario)

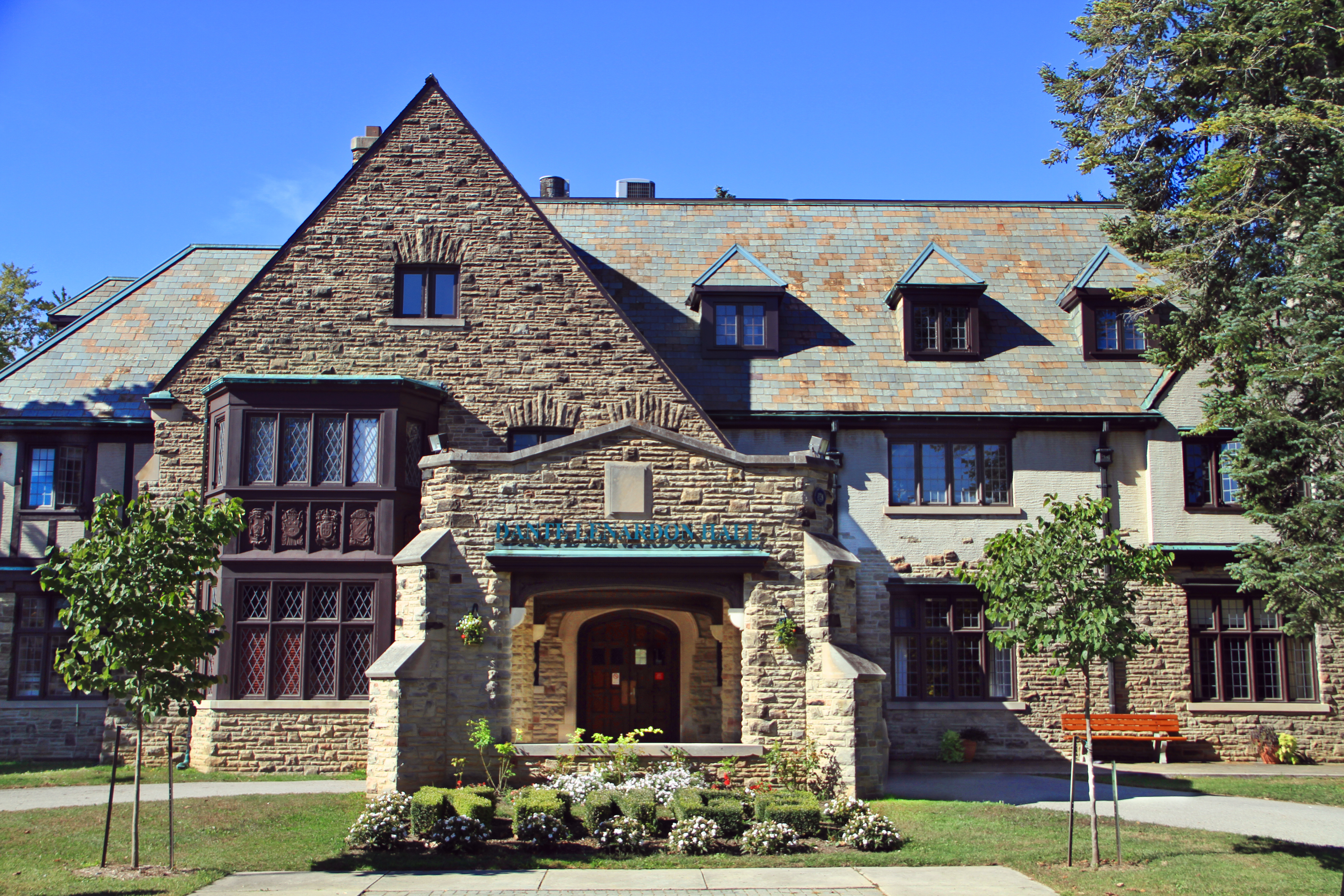
King’s College: Silverwood Annex

Das King’s University College (kurz King’s College oder King’s) ist ein öffentliches, römisch-katholisches College in London, Ontario, Kanada. Es ist eine koedukative Einrichtung der University of Western Ontario und arbeitet zusammen mit dem Priesterseminar St. Peter der Diözese London.
Die Hochschule wurde 1954 als College of Christ the King gegründet. 1966 erfolgte die Umfirmierung mit der Eingliederung in die University of Western Ontario zum King’s College und 2004 zum heutigen King’s University College.
Circa 4000 Studenten studieren in Bachelor- und Masterprogrammen sowie zahlreichen Zertifikats- und Weiterbildungskursen in 50 Studiengänge in den Fächern Geisteswissenschaften, Sozialwissenschaften, Management- und Organisationswissenschaften sowie Sozialarbeit.